# O Outro Lado do Paraíso
O Outro Lado do Paraíso é uma telenovela brasileira produzida e exibida pela TV Globo de 23 de outubro de 2017 a 11 de maio de 2018, em 172 capítulos. Substituiu A Força do Querer e foi substituída por Segundo Sol, sendo a 13.ª "novela das nove" exibida pela emissora. 
Escrita por Walcyr Carrasco, com colaboração de Nelson Nadotti, Vinícius Vianna e Márcio Haiduck, contou com direção de André Barros, Henrique Sauer, Pedro Peregrino, Mariana Richard, Fábio Strazzer e Caio Campos. A direção geral foi de André Felipe Binder e a direção artística de Mauro Mendonça Filho. A trama principal é livremente inspirada no romance O Conde de Monte Cristo de Alexandre Dumas. 
Contou com as atuações de Bianca Bin, Marieta Severo, Glória Pires, Sérgio Guizé, Thiago Fragoso, Rafael Cardoso, Grazi Massafera e Juliano Cazarré.

## Enredo
A trama tem duas fases e começa no Tocantins. A primeira fase, se passa em 2007, apresentando  a professora Clara (Bianca Bin), uma jovem  inocente que mora com o avô Josafá (Lima Duarte), dono de um bar, no Jalapão. Ela conhece Gael (Sergio Guizé), herdeiro de uma família em declínio em Palmas, e acaba se apaixonando por ele. Porém, Clara sofre com o caráter explosivo e extremamente machista de Gael e acaba sendo aconselhada por Sophia (Marieta Severo), sua sogra, que é compreensiva. Por trás da dureza de Sophia, que é apenas uma fachada, esconde-se uma ambição pelas terras de Josafá, onde foi descoberta uma esgotada mina de esmeraldas, que nem ele nem a neta têm o menor interesse em explorar após uma tragédia que provocou a morte do pai de Clara e filho de Josafá, Jonás (Eucir de Souza). Sophia, uma mulher dominadora, obstinada, fria e psicopata, arma um plano para se livrar de Clara e finalmente interna a ex-nora em uma clínica psiquiátrica por mais de 10 anos.
A segunda fase, ambientada nos dias atuais, mostra Clara tentando fugir da clínica psiquiátrica, a princípio sem entender como chegou lá, mas depois descobrindo que foi vítima de um grande golpe. Lá ela conhece a misteriosa Beatriz (Nathalia Timberg), sua única amiga. Lá, ela conta apenas com a ajuda do médico Renato (Rafael Cardoso), um amigo apaixonado por ela, que mais tarde a trai, passando para o lado de seus inimigos. Vários anos depois, Clara, agora milionária, retorna de maneira triunfal com o apoio de seu advogado Patrick (Thiago Fragoso), neto da falecida Beatriz, que a ajudará em seu plano de vingança contra oito pessoas: Sophia, Gael, Renato, e a sua ex-cunhada Lívia (Grazi Massafera), o juiz Gustavo (Luís Melo) e sua esposa Nádia (Eliane Giardini), o psiquiatra Samuel (Eriberto Leão) e o delegado Vinicius (Flávio Tolezani), enquanto tenta reencontrar e se reaproximar de seu filho Tomás (Vitor Figueiredo), criado por Lívia. A busca por vingança traz a solução de uma mulher que foi traída, enganada, e internada em uma clínica por anos e voltar pra fazer justiça contra todas as pessoas que a fizeram mal.

## Elenco
| Intérprete          | Personagem                                                             |
| ------------------- | ---------------------------------------------------------------------- |
| Bianca Bin          | Clara Tavares Barbosa                                                  |
| Marieta Severo      | Sophia Montserrat                                                      |
| Sérgio Guizé        | Gael Montserrat                                                        |
| Thiago Fragoso      | Patrick Junqueira                                                      |
| Rafael Cardoso      | Renato Loureiro                                                        |
| Glória Pires        | Maria Elizabeth Barbosa Montserrat (Beth) / Maria Eduarda Feijó (Duda) |
| Fernanda Montenegro | Mercedes Álcantara Tavares                                             |
| Lima Duarte         | Josafá Tavares                                                         |
| Grazi Massafera     | Lívia Montserrat                                                       |
| Juliano Cazarré     | Mariano de Assis                                                       |
| Erika Januza        | Raquel Custódio                                                        |
| Caio Paduan         | Bruno Vasconcellos                                                     |
| Eliane Giardini     | Nádia Vasconcellos                                                     |
| Luís Melo           | Gustavo Vasconcellos                                                   |
| Laura Cardoso       | Caetana de Sousa                                                       |
| Mayana Neiva        | Leandra Aguiar                                                         |
| Fernanda Rodrigues  | Fabiana de Sá Junqueira                                                |
| Julia Dalavia       | Adriana Barbosa Montserrat                                             |
| Eriberto Leão       | Dr. Samuel dos Passos                                                  |
| Rafael Zulu         | Aparecido Ferreira (Cido)                                              |
| Ana Lúcia Torre     | Adinéia dos Passos                                                     |
| Ellen Roche         | Drª. Suzana Rocha (Suzy)                                               |
| Flávio Tolezani     | Vinícius Castro                                                        |
| Sandra Corveloni    | Lorena Ribeiro Castro                                                  |
| Bella Piero         | Laura Ribeiro                                                          |
| Igor Angelkorte     | Rafael Monteiro                                                        |
| Juliana Caldas      | Estela Montserrat                                                      |
| Vera Mancini        | Rosalinda Paixão                                                       |
| Juca de Oliveira    | Dr. Natanael Montserrat                                                |
| Emílio de Mello     | Henrique Montserrat                                                    |
| Bárbara Paz         | Joana Medeiros Montserrat (Jô)                                         |
| Marcello Novaes     | Renan Cerqueira                                                        |
| Giovana Cordeiro    | Cleonice Santos Lima (Cléo)                                            |
| Anderson Tomazini   | Damiano Lima (Xodó)                                                    |
| Fábio Lago          | Nicácio Veiga Athaíde (Nick)                                           |
| Andy Gercker        | Marcel                                                                 |
| Telma Souza         | Ivanilda                                                               |
| Felipe Titto        | Odair da Silva                                                         |
| Tainá Müller        | Drª. Aura Furtado                                                      |
| César Ferrario      | Josimar Flores (Rato)                                                  |
| Rafael Losso        | José Victor da Conceição (Zé Victor)                                   |
| Patrícia Elizardo   | Drª. Antônia Mendes (Tônia)                                            |
| Pedro Carvalho      | Amaro Antunes                                                          |
| Anderson Di Rizzi   | Juvenal Neto                                                           |
| Priscila Assum      | Desirée / Cândida                                                      |
| Arthur Aguiar       | Diego Vasconcellos                                                     |
| Gabriella Mustafá   | Melissa Barros Vasconcellos                                            |
| Malu Rodrigues      | Karina Vasconcellos                                                    |
| Juliane Araújo      | Maíra                                                                  |
| Bruno Montaleone    | João de Assis (Johnny)                                                 |
| Alejandro Claveaux  | Nicolau                                                                |
| Narjara Turetta     | Zildete Alves                                                          |
| Daniela Fontan      | Janete                                                                 |
| Sérgio Fonta        | Dr. Amaral Albuquerque                                                 |
| Luciana Fernandes   | Irene                                                                  |
| Thiago Thomé        | Radu                                                                   |
| Alexandre Rodrigues | Cleodovaldo (Valdo)                                                    |
| Genézio de Barros   | Raul Barros                                                            |
| Ana Barroso         | Isabel Barros                                                          |
| Mariana Mendonça    | Sheila                                                                 |
| Lucas Pimenta       | Cícero                                                                 |
| Vitor Figueiredo    | Tomaz Tavares Montserrat                                               |

### Participações especiais
| Intérprete            | Personagem                                |
| --------------------- | ----------------------------------------- |
| Nathalia Timberg      | Beatriz de Sá Junqueira                   |
| Raphael Viana         | Laerte Rodrigues                          |
| Fernanda Nizzato      | Vanessa Moreira                           |
| Paulo Betti           | Dr. Maurício Gomes                        |
| Vanessa Giácomo       | Taís Ribeiro                              |
| Zezé Motta            | Otacília Formiga (Grande Mãe do Quilombo) |
| Charles Fricks        | Abel Quaresma                             |
| Ernani Moraes         | Dr. Antero Louzada                        |
| Bel Kutner            | Diva Santos                               |
| Denise Milfont        | Helenita de Sousa Tavares                 |
| Eucir de Souza        | Jonas Tavares                             |
| Déo Garcez            | Delegado Martinho Vieira                  |
| Ilva Niño             | Sebastiana Almeida (Tiana)                |
| Chandelly Braz        | Aline Montserrat                          |
| Arthur Kohl           | Pai de Aline                              |
| Kiko Pissolato        | Marido de Taís                            |
| Francisco Carvalho    | Eliseu                                    |
| Bela Carrijo          | Alzira                                    |
| Alexandre Zacchia     | Presidiário                               |
| Guilherme Duarte      | Roberto                                   |
| Juliana Lohmann       | Jovem assassinada no lugar de Duda        |
| Carlos Bonow          | Dr. Helder                                |
| Carlos Fonte Boa      | Frentista                                 |
| Hélio Ribeiro         | Milton                                    |
| Melise Maia           | Rosane                                    |
| Gustavo Trestini      | Miro                                      |
| Valentina Bulc        | Eloá                                      |
| Joca Andreazza        | Aldo Ribeiro                              |
| Juan Alba             | Norival                                   |
| Daniela Carvalho      | Soraia                                    |
| Rodrigo Veronese      | Ronaldo Pessoa de Sá Junqueira            |
| Gláucio Gomes         | Danilo                                    |
| David Herman          | Mr. Lawrence                              |
| Paulo Carvalho        | Macedo                                    |
| Hossen Minussi        | Lindomar                                  |
| Andrea Dantas         | Noêmia (assistente social)                |
| Ademir Emboeva        | Tenório                                   |
| Ravel Cabral          | Everton                                   |
| Alex Teix             | Zeca                                      |
| Alexandre Mafati      | Estevão                                   |
| João Cunha            | Inácio                                    |
| Rafaela Amado         | Maria Fernanda                            |
| Letícia Lobo          | Ingrid                                    |
| Marília Martins       | Dr.ª Hermínia Dos Santos Silva            |
| Patrícia Selonk       | Dr.ª Nalva                                |
| Gustavo Ottoni        | Álvaro                                    |
| Wagner Brandi         | Saulo                                     |
| Cláudio Andrade       | Ademir                                    |
| Raquel Fabbri         | estilista                                 |
| Yaçanã Martins        | Silvana                                   |
| Aldino Brito          | Evilásio                                  |
| André Junqueira       | Manoel Serrafino (Mané)                   |
| Betto Marque          | Tainha                                    |
| Fábio Verini          | Nestor                                    |
| Antônia Quintaes      | Munda                                     |
| Katiuscia Rodrigues   | Bia                                       |
| Rayane Amaral         | Tina                                      |
| Carolina Helena       | Noeli                                     |
| Samir Murad           | diretor do hospício Santa Justina         |
| Bernadeth Lyzio       | mulher acusada de tráfico de drogas       |
| Karen Coelho          | Sophia (jovem)                            |
| Arianne Botelho       | Beth (jovem)                              |
| Lara Cariello         | Adriana (criança)                         |
| Bruna Guimarães       | Cleo (criança)                            |
| Luisa Bastos          | Laura (criança)                           |
| Ernesto Xavier        | Thiago                                    |
| Bruna Viola           | ela mesma                                 |
| Simone & Simaria      | elas mesmas                               |
| Wesley Safadão        | ele mesmo                                 |
| Narcisa Tamborindeguy | ela mesma                                 |
| Milton Cunha          | ele mesmo                                 |
| Ângela Bismarchi      | ela mesma                                 |
| Lucy Alves            | ela mesma                                 |
| Pabllo Vittar         | ele mesmo                                 |
| Ana Furtado           | ela mesma                                 |
| Dudu Bertholini       | ele mesmo                                 |
| Fafá de Belém         | ela mesma                                 |
| Fernanda Motta        | ela mesma                                 |
| Gleici Damasceno      | ela mesma                                 |
| Lilian Pacce          | ela mesma                                 |

## Produção

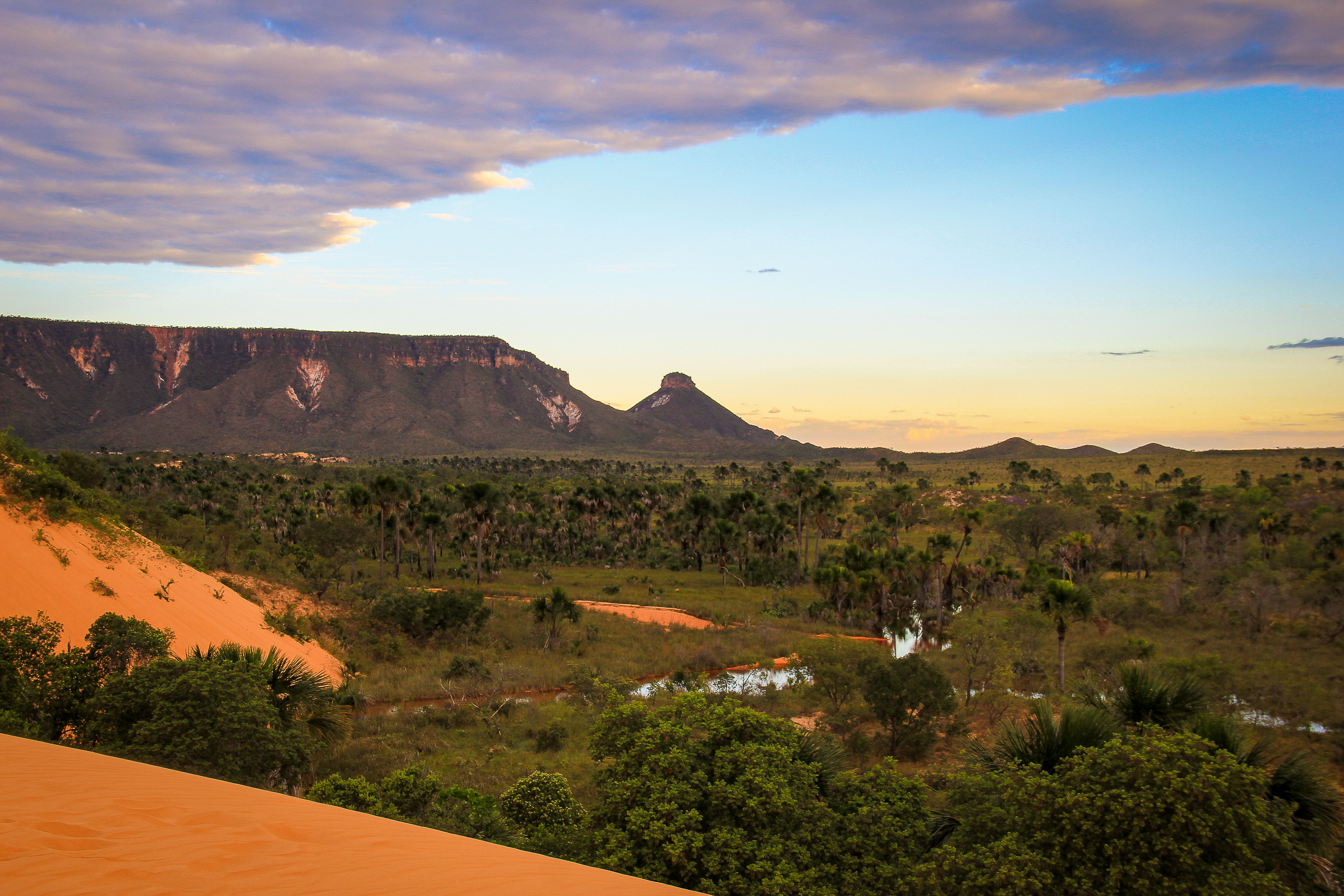
O Parque Estadual do Jalapão, no Tocantins, onde foram gravadas as primeiras cenas de O Outro Lado do Paraíso.

Originalmente a trama se chamaria Prova de Fogo, e teve outros títulos provisórios como Preciosa e Castelo de Vidro. A novela foi apresentada para a direção da emissora no primeiro semestre de 2016 e aprovada em setembro para o horário das nove, recebendo o aval para começar a pré-produção. Em 29 de março de 2017 a trama foi rebatizada como O Outro Lado do Paraíso para justificar o percurso tortuoso que os protagonistas teriam que passar em suas vidas em meio às belezas naturais do estado do Tocantins. As gravações iniciaram-se em 1 de agosto, tendo como cenário principal o estado do Tocantins e especialmente o Parque Estadual do Jalapão, onde acontecem os principais eventos da trama.
Em 3 de agosto de 2017, a emissora divulgou a sinopse da trama, que foi comparada pela imprensa com a telenovela latino-americana La Patrona, produzido pela Telemundo em 2013, que por sua vez foi um remake da venezuelana La Dueña, produzida pela rede Venezolana de Televisión em 1984, comparando o fato de a protagonista ser internada numa clínica psiquiátrica pela vilã da trama para afastá-la de sua família. O autor, porém, desconsiderou que fosse uma adaptação, afirmando que não havia se inspirado e que a história tinha apenas o mesmo começo, porém percorreria caminhos diferentes. Em 26 de agosto, durante entrevista ao jornal O Globo, o diretor de O Outro Lado do Paraíso revelou que a reviravolta que a protagonista passaria na trama teve como inspiração a franquia de filmes Kill Bill, porém sem a utilização de armas brancas ou mortes, tendo apenas como base o fato a vingança entre mulheres, após um período em que a personagem de Bianca Bin é internada à força.

### Escolha do elenco
Bruna Marquezine foi convidada para interpretar a protagonista Clara, porém recusou por querer se desvencilhar dos papeis de "mocinha", aceitando o convite para a antagonista de Deus Salve o Rei. Nathalia Dill foi convidada logo depois, mas também recusou alegando que precisava de férias, uma vez que as gravações se iniciariam apenas uma semana após o fim das filmagens de Rock Story, no qual ela fazia dupla jornada ao interpretar gêmeas. Bianca Bin, anteriormente, faria a personagem Domitila de Castro em Novo Mundo, mas acabou preferindo aceitar o convite para protagonizar a trama. Após O Homem Errado, escrita por Thelma Guedes e Duca Rachid, ser cancelada, o autor pediu para Sérgio Guizé ser reservado para sua novela, uma vez que os dois já haviam trabalhado juntos em Êta Mundo Bom!. Cauã Reymond, que também estava escalado para O Homem Errado, foi convidado para interpretar Renato, porém o ator também recusou por querer perfis diferenciados dos anteriores – originalmente o personagem era um rapaz bondoso e integro – e o papel ficou para Rafael Cardoso. Convidada para interpretar Lívia, Carolina Dieckmann preferiu aceitar o papel de Afrodite em O Sétimo Guardião, que originalmente viria após a trama de Walcyr antes de ser adiada. Priscila Fantin foi convidada na sequência, porém acabou sendo trocada pela direção por Grazi Massafera sem explicações.
Patricia Pillar foi convidada para viver Nádia, porém a atriz não gostou do perfil da personagem por tratar o racismo de forma cômica, preferindo o convite para Onde Nascem os Fortes. Maitê Proença também não aceitou o papel por estar em negociação com a RecordTV para viver Maria na telenovela Jesus – a qual não avançou, uma vez que a atriz teria pedido um salário muito alto e a emissora desistiu. Eliane Giardini foi escolhida para o papel. Ary Fontoura, que estava escalado para viver Natanael, pediu dispensa para dedicar-se à peça teatral Num Lago Dourado, sendo substituído por Juca de Oliveira. Já Laís Pinho, que viveria Adriana, decidiu não renovar o contrato com a emissora e assinar com a RecordTV para um dos papéis centrais de Apocalipse, passando a personagem para Julia Dalavia. Glória Pires chegou a deixar a trama temporariamente em abril após desentendimentos com a produção, porém o fato foi resolvido e a atriz retornou ao elenco. Rodrigo Andrade pediu a produção para interpretar Nick, mas por estar fora do país na época da escalação, o ator acabou perdendo o papel para Fábio Lago.

### Vazamento de imagens
Em 3 de agosto de 2017, fotos de Rafael Cardoso e Grazi Massafera gravando cena de sexo ao ar livre foram divulgadas na internet pelo fotógrafo Marcelo Belarmino. A cena foi gravada no Mirante do Limpão, em Palmas, e as imagens foram divulgadas no Instagram do fotógrafo. Na época, o portal UOL procurou a Rede Globo para saber das imagens, que não confirmou nem negou se seriam dos atores. Posteriormente, o ator Caio Paduan criticou os registros feitos e afirmou ser "falta de respeito com o trabalho e com as pessoas", confirmando que a equipe optou por não falar muito sobre o ocorrido. Consultado pelo site Glamurama, o diretor Mauro Mendonça Filho também optou por não dar declaração por o assunto estar "em uma esfera jurídica da empresa". O episódio gerou críticas internas a respeito da segurança contra vazamentos nas gravações das obras dramatúrgicas do canal, uma vez que ocorreram vazamentos de cenas da série Nada Será Como Antes. A cena havia sido planejada por Mauro Mendonça e aprovada por Walcyr Carrasco, uma vez que não estava planejada no roteiro. Optou-se pela regravação da mesma, "uma decisão artística sem perda alguma para a trama", de acordo com comunicado da emissora.

## Recepção

### Audiência
Em seu primeiro capítulo, a novela registrou média de 35 pontos em São Paulo.
Durante sua primeira fase, a trama passou a registrar médias entre 30 e 29 pontos em grande parte de seus capítulos. No dia 7 de novembro a novela cravou 28 pontos. Com esse fato, em sua segunda semana no ar, a novela chegou a perder o posto de programa mais visto da Rede Globo, chegando a empatar com o Jornal Nacional no PNT com 27,5 pontos. A trama também sofreu queda em sua média semanal, caindo de 29,7 para 28,4 pontos. Seu menor índice foi de 24 pontos registrado em 28 de outubro.
Aos poucos a novela foi recuperando o público com ajustes no enredo e no dia 27 de novembro a novela bate seu primeiro recorde chegando aos 36 pontos de média com a estreia da segunda fase. No dia seguinte (28 de novembro) a novela cravou 39 pontos com a cena da fuga de Clara (Bianca Bin).
No dia 11 de dezembro bateu mais um recorde marcando 40 pontos de média, com a cena em que Clara se torna milionária. No dia seguinte bate mais um recorde marcando 42 pontos. Com a volta triunfal de Clara, no dia 14 de dezembro a novela marca novamente os 42,2 pontos de média.
Segundo Mauricio Stycer, crítico do site UOL, a guinada de audiência da trama é inédita na história recente da Globo. Somente Senhora do Destino em seus momentos finais teve ascensão semelhante, com um acréscimo de 7 pontos na média de audiência em comparação à semana anterior. A trama de Walcyr Carrasco obteve entre os dias 11, 12 e 14 de dezembro números superiores a 40 pontos no IBOPE.
No dia 11 de janeiro bateu mais um recorde marcando 42,5 pontos com a cena em que Suzy (Ellen Rocche) flagra Samuel (Eriberto Leão) no flat com Cido (Rafael Zulu). No dia 23 de janeiro bateu mais um recorde cravando 43 pontos com a cena em que Adriana (Julia Dalavia) revela ao júri que é filha de Duda (Glória Pires) durante o julgamento da ex-dona de bordel e o assassinato de Vanessa (Fernanda Nizzato) a tesouradas praticado por Sophia (Marieta Severo).
No dia 29 de janeiro a novela atingiu 44 pontos com a cena da morte de Natanael (Juca de Oliveira).
No dia 20 de fevereiro, a novela bateu mais um recorde, ao cravar 46 pontos com o julgamento e prisão de Vinícius (Flávio Tolezani). Voltou a marcar 46 pontos no dia 17 de abril com a cena da vitória de Clara sobre Fabiana (Fernanda Rodrigues) no tribunal, além da cena em que Nádia (Eliane Giardini) se redime de todo o mal que fez a juíza Raquel (Erika Januza). Volta a repetir o mesmo recorde pela terceira vez seguida no feriado no dia 1.° de maio com a cena em que Sophia passa mal durante seu depoimento na delegacia.
Logo em sua última semana a novela registrou 48 pontos no dia 7 de maio com o começo do plano de resgate de Tomaz (Vitor Figueiredo). No dia seguinte (8 de maio), seguiu com o mesmo índice de 48 pontos com a exibição do beijo gay entre Samuel (Eriberto Leão) e Cido (Rafael Zulu) e a invasão de Gael (Sérgio Guizé) ao cativeiro do filho. Seu penúltimo capítulo exibido em 10 de maio, registrou os mesmos 48 pontos de média em São Paulo e bateu recorde no Rio de Janeiro, marcando 49 pontos, com as cenas da reaparição de Mariano (Juliano Cazarré) em meio ao julgamento de Sophia.
O último capítulo registrou média de 48 pontos, com picos de 52 e share de 67% em São Paulo, índice esse considerado dois pontos abaixo do último capítulo de sua antecessora A Força do Querer que registrou 50 pontos. e frustou a expectativa da Globo de superar Avenida Brasil em seu final, porém superou finais de novelas com média geral superior dela, como Fina Estampa e Duas Caras, que marcaram respectivamente, 47 pontos e 48 pontos.
Mas, mesmo assim a novela superou a trama anterior (A Força do Querer) na média geral, fechando com 39 pontos, elevando em três pontos a média do principal horário de novelas da Rede Globo tornando-se mais um fenômeno, além de se tornar a terceira novela mais assistida da década, sendo superada em décimos por Avenida Brasil e Fina Estampa.

## Exibição
A novela tinha previsão inicial de estreia para meados de 2018, após uma história de Duca Rachid e Thelma Guedes, que tinha o título de O Homem Errado, que marcaria a estreia da dupla no horário nobre, substituindo A Força do Querer em outubro de 2017. Porém, esta foi suspensa por Silvio de Abreu, conduzindo Walcyr Carrasco para meses mais cedo, tendo a sinopse sido entregue em dezembro de 2016. O primeiro teaser da trama foi exibido em 20 de setembro de 2017. O vídeo conta com o conceito "Tudo que vai um dia volta", acompanhado da canção "Boomerang Blues", de Renato Russo, que mostra uma modelo arremessando um bumerangue, que atravessa diversos obstáculos até retornar.
A estreia oficial ocorreu em 23 de outubro de 2017, com a classificação de "não recomendada para menores de 12 anos". Em 13 de dezembro de 2017, a trama foi reclassificada como "não recomendada para menores de 14 anos".
Em 25 de outubro, no dia de seu terceiro capítulo, a novela não foi ao ar devido à transmissão da votação no plenário do arquivamento da segunda denúncia contra o presidente Michel Temer.

### Exibição internacional
Em Portugal, a estreia de O Outro Lado do Paraíso foi confirmada antes de seu lançamento no Brasil, tal qual sua antecessora, A Força do Querer. A estreia ocorreu em 15 de janeiro de 2018. No Uruguai, a telenovela foi exibida pela primeira vez em 14 de janeiro de 2019 no canal Teledoce. Em Moçambique, a telenovela estreou em 11 de março de 2019 no canal STV. No Equador, a telenovela estreou em 23 de abril de 2019 no canal Ecuavisa. No El Salvador, a telenovela estreou em 18 de junho de 2019 no canal TCS Canal 6. Na Bolívia, a telenovela estreou em 25 de junho de 2019 no canal Red UNO. No Chile, a telenovela estreou em 3 de julho de 2019 no canal Mega. Em Cuba, a telenovela estreou em 10 de setembro de 2019 pelo canal Cubavisión. Na França, a telenovela estreou pelo canal La Première, em 17 de dezembro de 2019, sob o título de L'envers du Paradis com dublagem em língua francesa. Nos Estados Unidos e Porto Rico, a telenovela estreou em 22 de outubro de 2019 pelo canal a cabo Pasiones.

### Spin-off
Foi lançado em maio de 2018 pelo serviço de streaming Globoplay um especial intitulado As Vinganças de Clara, apresentando em 10 episódios toda a trajetória da personagem de Bianca Bin para se vingar de seus inimigos.

## Controvérsias

### Abordagem médica
O Outro Lado do Paraíso recebeu diversas críticas negativas quanto a abordagem de diversas questões médicas. Logo no início da trama, durante a cena em que Clara (Bianca Bin) é internada através de uma armação de Sophia (Marieta Severo), a personagem é submetida a choques elétricos fazendo com que a Sociedade Brasileira de Psiquiatria se manifestasse alegando que a cena mostra uma grande repercussão negativa no tratamento nas clínicas e que na verdade é feito em hospitais, sob anestesia com monitoramento eletrocardiológico.
A segunda questão que foi abordada de maneira inadequada foi o fato de uma advogada em formação de "coach" realizar hipnose para tratar um trauma de abuso sexual, no qual a personagem Laura (Bella Piero) acaba descobrindo que foi abusada sexualmente pelo padrasto na infância. De acordo com o Conselho Federal de Medicina, a hipnose "deve ser executada por médicos, odontólogos e psicólogos, em suas estritas áreas de atuação".
Já a próxima crítica se trata da "Amamentação Cruzada" feita através da personagem Suzy (Ellen Roche). De acordo com a Sociedade Brasileira de Pediatria, a prática da amamentação compartilhada pode oferecer risco de transmissão de doenças como o caso da HIV por exemplo. A recomendação dos pediatras seria que se caso o bebê receba o leite materno, o recomendável é que o alimento seja oriundo de uma doação através do banco de leite materno. O último caso é o fato de um Cisto teria virado um câncer, através de um diagnóstico em que a personagem Adriana (Julia Dalavia) teria cálculo renal e um suposto cisto. Observando a cena a Sociedade Brasileira de Nefrologia divulgou uma carta sobre erros na suspeita, diagnóstico e tratamento do câncer renal da personagem.

### Homossexualidade
A trama também ganhou fortes críticas nas redes sociais por conta da forma em que a homossexualidade do personagem Samuel (Eriberto Leão) é tratada, através de sua sexualidade ser exposta durante seu momento íntimo através de um plano de vingança de Clara. Após a descoberta, o personagem é humilhado em seu local de trabalho pelos seus colegas, gerando assim grande indignação tanto nas redes sociais, como em sites de opinião, no caso do bloco Gente do IG. Já o crítico de televisão da UOL Maurício Stycer, criticou duramente a cena alegando que a homossexualidade foi trata na novela como uma comédia estilo pastelão, além de colocar o tema junto com outros já abordados na novela na lista dos "Dez erros imperdoáveis".

## Prêmios e indicações
| Ano  | Prêmio                    | Categoria               | Indicado              | Resultado | Ref.    |
| ---- | ------------------------- | ----------------------- | --------------------- | --------- | ------- |
| 2018 | Troféu Imprensa           | Melhor Atriz            | Glória Pires          | Indicado  |         |
| 2018 | Troféu Internet           | Melhor Novela           | Walcyr Carrasco       | Indicado  |         |
| 2018 | Prêmio Nelson Rodrigues   | Melhor Tema Abordado    | Bella Piero           | Venceu    |         |
| 2018 | Melhores do Ano           | Ator de Novela          | Sérgio Guizé          | Venceu    | [ 167 ] |
| 2018 | Melhores do Ano           | Atriz de Novela         | Bianca Bin            | Indicado  | [ 168 ] |
| 2018 | Melhores do Ano           | Ator Coadjuvante        | Juliano Cazarré       | Indicado  | [ 169 ] |
| 2018 | Melhores do Ano           | Ator Revelação          | Anderson Tomazini     | Indicado  | [ 170 ] |
| 2018 | Melhores do Ano           | Atriz Revelação         | Bella Piero           | Venceu    | [ 171 ] |
| 2018 | Melhores do Ano           | Ator/Atriz Mirim        | Vítor Figueiredo      | Indicado  | [ 172 ] |
| 2018 | Melhores do Ano           | Personagem do Ano       | Fernanda Montenegro   | Venceu    |         |
| 2018 | Melhores do Ano           | Personagem do Ano       | Marieta Severo        | Venceu    |         |
| 2018 | Prêmio Extra de Televisão | Melhor Novela           | Walcyr Carrasco       | Indicado  | [ 173 ] |
| 2018 | Prêmio Extra de Televisão | Melhor Ator             | Rafael Cardoso        | Venceu    | [ 173 ] |
| 2018 | Prêmio Extra de Televisão | Melhor Atriz            | Bianca Bin            | Indicado  | [ 173 ] |
| 2018 | Prêmio Extra de Televisão | Melhor Atriz            | Marieta Severo        | Indicado  | [ 173 ] |
| 2018 | Prêmio Extra de Televisão | Melhor Ator/Atriz Mirim | Vítor Figueiredo      | Indicado  | [ 173 ] |
| 2018 | Prêmio Extra de Televisão | Tema de Novela          | "K.O.", Pabllo Vittar | Venceu    | [ 173 ] |
| 2019 | Troféu Imprensa           | Melhor Novela           | Walcyr Carrasco       | Venceu    |         |
| 2019 | Troféu Internet           | Melhor Novela           | Walcyr Carrasco       | Indicado  |         |
| 2019 | Troféu Internet           | Melhor Ator             | Sérgio Guizé          | Indicado  |         |
| 2019 | Troféu Internet           | Melhor Atriz            | Bianca Bin            | Indicado  |         |
| 2019 | Troféu Internet           | Melhor Atriz            | Marieta Severo        | Indicado  |         |

## Música

### Volume 1
Capa: Bianca Bin e Sérgio Guizé como Clara e Gael.
| N.º | Título                                 | Música                                                                  | Duração |  |
| 1.  | "Boomerang Blues"                      | Renato Russo                                                            | 3:31    |  |
| 2.  | "Who Do You Love"                      | George Thorogood                                                        | 4:22    |  |
| 3.  | "I Don't Wanna Talk About It"          | Fernanda Takai                                                          | 3:29    |  |
| 4.  | "Vou Te Encontrar"                     | Paulo Miklos                                                            | 4:35    |  |
| 5.  | "Triste, Louca ou Má"                  | Francisco, el Hombre part. Labaq, Helena Maria, Salma Jo & Renata Essis | 4:26    |  |
| 6.  | "K.O."                                 | Pabllo Vittar                                                           | 2:36    |  |
| 7.  | "Crystalised"                          | The XX                                                                  | 3:22    |  |
| 8.  | "Na Real"                              | Jammil                                                                  | 3:48    |  |
| 9.  | "Ai de Mim"                            | OutroEu part. Sandy                                                     | 4:17    |  |
| 10. | "Você Não Sabe (Quero Ver)"            | Bruna Viola                                                             | 3:25    |  |
| 11. | "Bilu Bilu"                            | Pablo                                                                   | 3:33    |  |
| 12. | "Hold On"                              | Alabama Shakes                                                          | 3:47    |  |
| 13. | "O Caçador de Esmeralda"               | João Bosco                                                              | 4:13    |  |
| 14. | "Morro Velho"                          | Elis Regina                                                             | 4:48    |  |
| 15. | "Clube da Esquina nº 2 (instrumental)" | Milton Nascimento                                                       | 3:39    |  |

### Volume 2
Capa: Bianca Bin como Clara.
| N.º | Título                                     | Música                           | Duração |  |
| 1.  | "Blaze of Glory"                           | Bon Jovi                         | 5:38    |  |
| 2.  | "Que Yo Te Vea"                            | Roberto Carlos                   | 3:03    |  |
| 3.  | "Aliança"                                  | Tribalistas                      | 3:55    |  |
| 4.  | "Weird Fishes / Arpeggi"                   | Radiohead                        | 5:18    |  |
| 5.  | "From The Beginning"                       | Emerson, Lake & Palmer           | 4:14    |  |
| 6.  | "Smother"                                  | Daughter                         | 4:01    |  |
| 7.  | "Complicated"                              | Eric Silver                      |         |  |
| 8.  | "Eu Quero Sempre Mais (Somebody Like You)" | João Gabriel                     | 3:46    |  |
| 9.  | "Abrigo"                                   | Roberta Campos                   | 3:44    |  |
| 10. | "Bicho Feio"                               | Renato Teixeira e Almir Sater    | 3:28    |  |
| 11. | "Garoto de Aluguel"                        | Leonardo                         | 5:48    |  |
| 12. | "La Gozadera"                              | Gente de Zona part. Marc Anthony | 3:24    |  |
| 13. | "That Smell"                               | Lynyrd Skynyrd                   | 7:27    |  |
| 14. | "Did You Hear The Rain?"                   | George Ezra                      | 2:57    |  |
| 15. | "Cold Feet"                                | Fink                             | 5:26    |  |
| 16. | "Amuleto"                                  | Tiê                              | 3:28    |  |
| 17. | "Tocando em Frente"                        | Anavitória                       | 3:00    |  |

### Instrumental
Os álbuns com as músicas instrumentais da novela foram lançados somente em formato digital, o Volume 1 foi lançado em 2018 e os Volumes 2 e 3 foram lançados em 2024.
Faixas
1. Balada Bruta — João Paulo Mendonça
2. Lindas Crianças — João Paulo Mendonça
3. Valse — João Paulo Mendonça, Rafael Langoni
4. Mondovox2 — João Paulo Mendonça, Doriana Mendes
5. Clarinha Água — João Paulo Mendonça
6. Kismet — Victor Pozas, Rafael Langoni
7. Bunitim Caipira — Christiaan Oyens, João Paulo Mendonça
8. Jalapezilton — João Paulo Mendonça
9. Dunas de Areia — João Paulo Mendonça
10. Gravidade — João Paulo Mendonça, Rafael Langoni
11. Fábula Jalapinha — João Paulo Mendonça
12. Jalabinho Amando — João Paulo Mendonça
13. Paraíso — Victor Pozas, Rafael Langoni
14. Mondovox6 — João Paulo Mendonça, Doriana Mendes
15. Menino Simples — João Paulo Mendonça
16. Intro — Pedro Guedes, Rafael Langoni
17. Jalapão Bruto1 — João Paulo Mendonça
18. Moda Jalapinha — João Paulo Mendonça
19. Pedrinha Lascada — João Paulo Mendonça
20. Esmeraldas — Pedro Guedes, Delia Fisher
21. Cachoeirinha — João Paulo Mendonça
22. Oud Oud — Pedro Guedes, Rafael Langoni
23. Curumizim Bravo — João Paulo Mendonça
24. Repete 6 Vezes — João Paulo Mendonça, Rafael Langoni
25. Gente Pura — João Paulo Mendonça
26. Poente — Victor Pozas, Rafael Langoni
27. Namoradinho — Victor Pozas, João Paulo Mendonça
28. Muleksons — João Paulo Mendonça, Du Machado
29. Repete 6 Vezes (Extended) — João Paulo Mendonça, Rafael Langoni
30. Veredinha Estreita — Christiaan Oyens, João Paulo Mendonça

Faixas
1. Bale das Pedrinhas — João Paulo Mendonça
2. Pedrinha Lascada, Pt. 1 — João Paulo Mendonça
3. Vereda Estranha — João Paulo Mendonça
4. Pedrinha Lascada, Pt. 2 — João Paulo Mendonça
5. Bruto e Dourado — João Paulo Mendonça
6. Vereda Bruta — João Paulo Mendonça, Victor Pozas
7. Jalapezilton — João Paulo Mendonça
8. Mulequinho Animado — João Paulo Mendonça
9. Leleksons — João Paulo Mendonça
10. Leke Sinistro Trio — João Paulo Mendonça
11. Confronto de Jalapinhos — João Paulo Mendonça, Victor Pozas
12. Voix 4 — João Paulo Mendonça
13. Areia Colorida — João Paulo Mendonça
14. Zarabe Jalap — João Paulo Mendonça
15. Baile das Pedrinhas (Sem Cordas) — João Paulo Mendonça
16. Moda Jalapinha — João Paulo Mendonça
17. Moda Jalepezinha — João Paulo Mendonça, Victor Pozas
18. Fronteiriço — João Paulo Mendonça
19. Jalapão Bruto — João Paulo Mendonça
20. Vereda Sinistra — João Paulo Mendonça
21. Leski Sinistro — João Paulo Mendonça
22. Die Liebe Farbe — João Paulo Mendonça
23. Menino Simples (Piano Solo) — João Paulo Mendonça
24. Ei Mulek — João Paulo Mendonça
25. Bale das Pedrinhas (Piano Solo) — João Paulo Mendonça, Rafael Langoni

Faixas
1. Santa Clarinha — João Paulo Mendonça, Doriana Mendes
2. Preocupadinha — João Paulo Mendonça
3. Clarinha (Reload) — João Paulo Mendonça
4. Balé das Pedrinhas (Reload) — João Paulo Mendonça
5. Clarinha Bolada — João Paulo Mendonça
6. Levadinha — João Paulo Mendonça
7. Balé das Pedrinhas Vendeta — João Paulo Mendonça
8. Lindas Crianças — João Paulo Mendonça
9. Gente Pura (Amb Mix) — João Paulo Mendonça
10. Pequena Tipliv — João Paulo Mendonça
11. Mulekesons (Viola Solo) — João Paulo Mendonça, Du Machado
12. Balada Bruta (Amb Mix) — João Paulo Mendonça
13. Brutinha — João Paulo Mendonça
14. Clarinha Durona — João Paulo Mendonça
15. Vereda Errada — João Paulo Mendonça
16. Belinha — João Paulo Mendonça
17. Veredinha Estreita — João Paulo Mendonça, Christiaan Oyens
18. Santa Clarinha - Versão Estendida — João Paulo Mendonça, Doriana Mendes

### Outras canções
O Outro Lado do Paraíso contou ainda com as seguintes canções:
- "Amor a Perder da Vista", Lucy Alves
- "Abro La Ventana", Lhasa de Sela
- "A Vida Continua", Chal
- "Bajo El Agua", Manuel Medrano
- "Con Toda a Palabra", Lhasa de Sela
- "Cuando Te Veo", ChockQuibTown
- "Jeito de Mato", Paula Fernandes
- "Moda da Pinga (Marvada Pinga)", Bruna Viola
- "Quieta no Meu Canto", Diana Aguilar
- "The Weight", The Band
- "Um Gosto de Sol", Milton Nascimento
- "Your Armies", Barbara Ohana